# Apatelodes firmiana
Apatelodes firmiana is een vlinder uit de familie van de Apatelodidae. De wetenschappelijke naam van de soort is, als Phalaena firmiana, voor het eerst geldig gepubliceerd in 1782 door Caspar Stoll. Deze soort is de typesoort van het geslacht Hygrochroa Hübner, [1823].